# VM i ishockey 1985
Verdensmesterskabet i ishockey 1985 var det 50. VM i ishockey, arrangeret af IIHF. For de europæiske hold gjaldt det samtidig som det 61. europamesterskab. Mesterskabet blev afviklet i tre niveauer som A-, B- og C-VM:
A-VM i Prag, Tjekkoslovakiet i perioden 17. april – 3. maj 1985.
B-VM i Fribourg, Schweiz i perioden 21. – 31. marts 1985.
C-VM i Megève, Chamonix og Saint Gervais, Frankrig i perioden 14. – 23. marts 1985.
Der var tilmeldt 24 hold til mesterskabet – det samme antal som sidste VM. De otte bedste hold spillede om A-VM, de otte næstbedste hold spillede om B-VM, mens de sidste otte hold spillede C-VM.
Sovjetunionen fik afbrudt sin stime på fem VM-titler i træk, for Tjekkoslovakiet udnyttede hjemmebanefordelen og vandt for sjette gang verdensmesterskabet foran Canada. De forsvarende sovjetiske VM- og OL-mestre måtte nøjes med bronzemedaljen. Sovjetunionen havde eller vundet den indledende runde suverænt, men i finalerunden for de fire bedste hold blev det overraskende til nederlag til både Tjekkoslovakiet og Canada. For Canada og USA, der sluttede som nr. 4, var holdenes placeringer de bedste VM-resultater i over 20 år.
En negativ overraskelse stod Sverige for, idet svenskerne ikke formåede at kvalificere sig til finalerunden men i stedet måtte se sig henvist til at spille i nedrykningsrunden. Sverige endte som nr. 6 – den dårligste svenske placering siden VM 1937 – og tabte endda begge kampe mod arvefjenden Finland.
| A-VM 1985 | A-VM 1985       |
| --------- | --------------- |
| Guld      | Tjekkoslovakiet |
| Sølv      | Canada          |
| Bronze    | Sovjetunionen   |
| 4.        | USA             |
| 5.        | Finland         |
| 6.        | Sverige         |
| 7.        | Vesttyskland    |
| 8.        | DDR             |

| B-VM 1985 | B-VM 1985 |
| --------- | --------- |
| 9.        | Polen     |
| 10.       | Schweiz   |
| 11.       | Italien   |
| 12.       | Østrig    |
| 13.       | Japan     |
| 14.       | Holland   |
| 15.       | Norge     |
| 16.       | Ungarn    |

| C-VM 1985 | C-VM 1985   |
| --------- | ----------- |
| 17.       | Frankrig    |
| 18.       | Jugoslavien |
| 19.       | Kina        |
| 20.       | Rumænien    |
| 21.       | Danmark     |
| 22.       | Bulgarien   |
| 23.       | Nordkorea   |
| 24.       | Spanien     |

Kampene mellem de europæiske hold i den indledende runde gjaldt som europamesterskab, og her sejrede Sovjetunionen foran Tjekkoslovakiet og Finland. Det var Sovjetunionens 23. EM-titel og den sjette i træk siden 1978.
| Sport | Spire Denne artikel om sport er en spire som bør udbygges. Du er velkommen til at hjælpe Wikipedia ved at udvide den. |